# 수의과대학
수의과대학(獸醫科大學, Veterinary school)은 수의사 양성과 공중보건유지등을 목적으로 설립된 단과대학이다.